# Музей підпільного штабу УПА генерала Романа Шухевича
Музей підпільного штабу УПА генерала Романа Шухевича — музей у селі Грімне Городоцького району Львівської області. Знаходиться в центрі села, поруч із церквою Преображення Господнього. Музей відкрито у жовтні 2007 року. Ініціаторкою створення музею була Дарія Гусяк (позивний «Нюся»), колишня зв'язкова Романа Шухевича. Експозиція музею розташована в одній кімнаті будинку священника, в підвалі якої (площа 4 м2) знаходився підпільний штаб Романа Шухевича у 1946 році.
Експозиція музею розподілена на стенди. Цікавими є матеріали, присвячені історії села Грімне та діяльності місцевої сітки ОУН у роки Другої світової війни. Особливий інтерес викликають стенди «Зв'язкові командира», «Родина Шухевичів» та «Роман Шухевич. Збройне підпілля». Також вражають речі, якими користувалася Дарія Гусак та її сестра з метою конспірації, зокрема швейна машинка, настінний годинник, посуд тощо.

Під час екскурсії відвідувачам показують зразки зброї та амуніції різних окупантів, якими користувались вояки УПА, фотографії, автентичні листівки-привітання з Різдвом Христовим та іншими святами від вояків УПА ще тих часів. Можна й спуститися у криївку. Як і за часів, коли там перебував Шухевич, у ній є ліжко, друкарська машинка та радіоприймач.

## Історія
Колишня зв'язкова Дарія Гусяк у 2006 році приїхала в Грімне, щоб побувати в місцях своєї бойової молодості, і здивувала селян інформацією, що у селі є криївка. Як виявилось, підпільний штаб розміщувався під підлогою у плебанії — громадській будівлі, де мешкав священник. У 1947 році понад два місяці Шухевич із однопільцями переховувався у ній. Криївка була викопана протягом двох днів, обкладена цеглою. Після сутички з дільничним, який робив перевірку села, упівці покинули плебанію і перебралися до Львова, розповіла зв'язкова Гусяк.
Жителі Грімного за кошти місцевої громади відреставрували криївку та плебанію. І вже 2007 року відбулося урочисте відкриття Музею підпільного штабу УПА генерала Романа Шухевича.